# TramMet

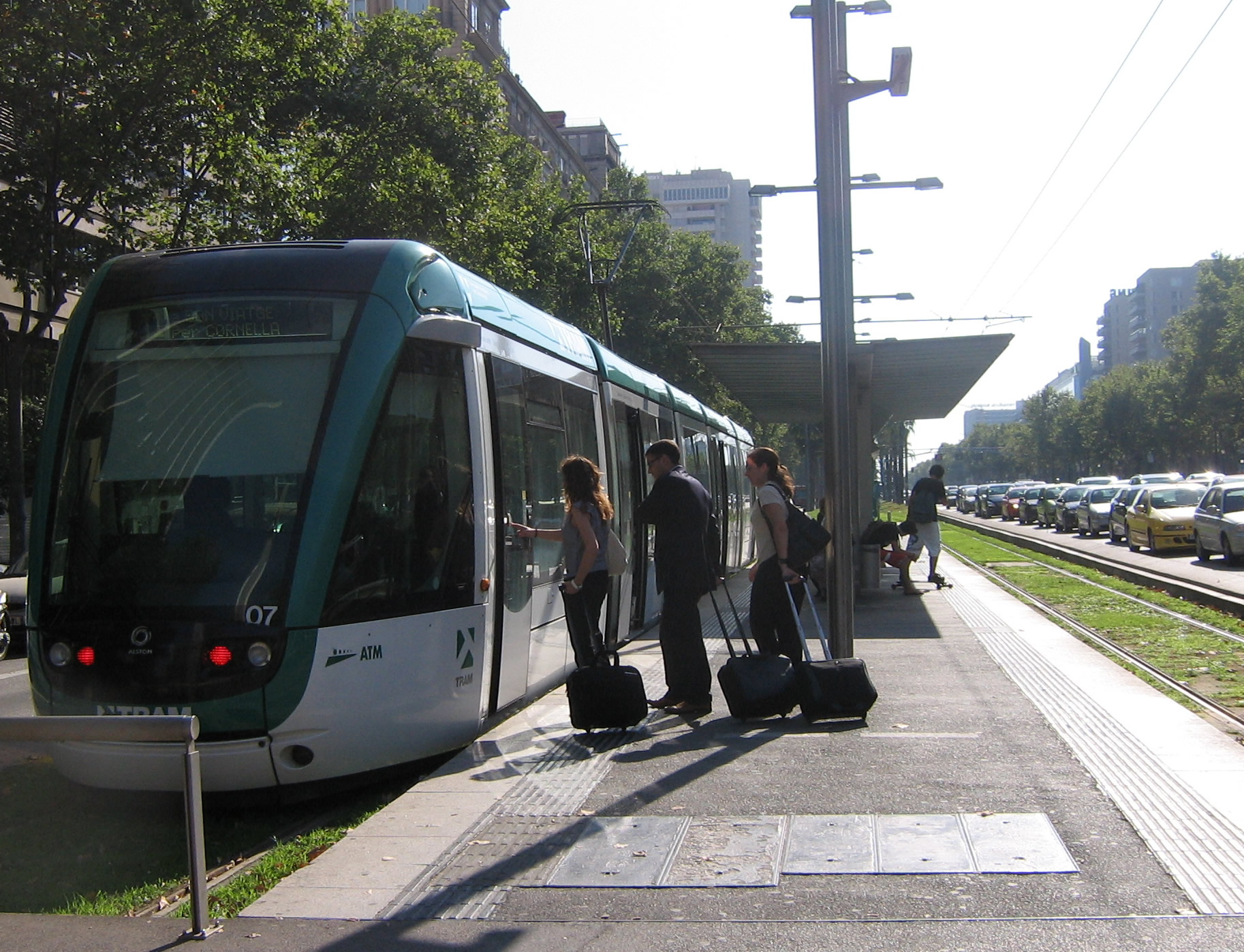
Tren en la estación Francesc Macià.

Tramvia Metropolità, SA (TramMet) es una empresa con sede en Barcelona, Cataluña, España. Es una proyecto conjunto de las empresas ¡FCC-Vivendi, COMSA, Acciona-Necso, Alstom, Sarbus, Soler&Sauret, Banc Sabadell y Société Générale. Se creó en 1999 para operar los nuevos sistemas de tranvía de Barcelona, Trambaix y Trambesòs a partir del 27 de abril de 2000. La red de Trambaix se inauguró el 3 de abril de 2004, mientras que la inauguración de Trambesòs se demoró un poco más, el 8 de mayo de ese año.

## Material rodante
- Alstom Citadis 302